# Егрік (король Східної Англії)
Егрік або Етелрік (давн-англ. Ecgric, Æthelric; ? —636) — король Східної Англії у 629—636 роках.

## Життєпис
Походив з династії Вуффінгів. Син Ені, короля Східної Англії. На відміну від батька був поганином. Тривалий час обіймав незначні посади. У 624 році підтримав короля Еорпвальда. У 627 році приєднався до повстання Рікберта, який був поганином, проти Еорпвальда.
У 629 або 630 році з повернення до королівства Сігеберта почалося повстання проти Рікберта. До них приєднався Егрік, який після перемоги над останнім став співволодарем Сігеберта. Ймовірно це був компроміс між християнською та поганською знаттю. Невідомо, якою саме частиною керував Егрік — Норфолком або Саффолком.
На початку 630-х років під впливом Сігеберта одружився з Хересвітою, внучатою небогою Едвіна, короля Нортумбрії. Після цього перейшов до християнства. Разом з тим намагався дотримуватися балансу між кельтською та католицькою церквами, приймаючи місіонерів з королівства франків та Ірландії.
У 634 році після зречення Сігеберта став одноосібним володарем Східної Англії. Водночас Егрік уже не міг спиратися на союз з Нортумбрією, якій було завдано Мерсією нищівної поразки у 633 році. У 636 році проти Егріка виступив Пенда, король Мерсії. Король зібрав потужне військо. Проте військовики та знать вважали авторитет Егріка недостатнім, тому запросили Сігеберта, який раніше пішов до монастиря, очолити військо. У вирішальній битві Егрік і Сігеберт зазнали повної поразки й загинули. Поховано у кургані Саттон-Гу. Новим королем став брат Егріка — Анна.

## Родина
Дружина — Хересвіта
Діти:
- Ельдвульф, король у 664—713 роки